# Tore Ruud Hofstad
Tore Ruud Hofstad (ur. 9 sierpnia 1979 w Eidsvoll) – norweski biegacz narciarski, sześciokrotny medalista mistrzostw świata i trzykrotny medalista mistrzostw świata juniorów.

## Kariera
Pierwszy raz na arenie międzynarodowej Tore Ruud Hofstad pojawił się w 1998 roku, podczas mistrzostw świata juniorów w Sankt Moritz, gdzie był jedenasty w biegu na 10 km techniką dowolną. Na rozgrywanych rok później mistrzostwach świata juniorów w Saalfelden zdobył srebrny medal na dystansie 30 km stylem dowolnym, a w biegu na 10 km stylem klasycznym był dziewiąty. W Pucharze Świata zadebiutował 2 lutego 2000 roku w Trondheim, gdzie zajął 44. miejsce w biegu na 10 km stylem dowolnym. Pierwsze pucharowe punkty zdobył 22 grudnia 2001 roku w Ramsau, gdzie uplasował się na 27. pozycji w biegu na 30 km techniką dowolną. Czterokrotnie stawał na podium zawodów PŚ, pierwszy raz dokonał tego 2 marca 2002 roku w Lahti, gdzie był trzeci w biegu na 15 km stylem dowolnym. W biegu tym wyprzedzili go jedynie Szwed Per Elofsson i kolejny Norweg - Thomas Alsgaard. Na tym samym dystansie był drugi 22 listopada 2003 roku w Beitostølen i 18 listopada 2006 roku w Gällivare, a 27 listopada 2005 roku w Ruce odniósł swoje jedyne zwycięstwo. Najlepsze wyniki w Pucharze Świata osiągnął w sezonie 2006/2007, kiedy to zajął 31. miejsce w klasyfikacji generalnej. W 2003 roku wystartował na mistrzostwach świata w Val di Fiemme, gdzie wraz z Andersem Auklandem, Frode Estilem i Thomasem Alsgaardem zdobył złoty medal w sztafecie. Ponadto wywalczył także srebrny medal w biegu łączonym na 20 km, ulegając jedynie Perowi Elofssonowi. Jednak to mistrzostwa świata w Oberstdorfie w 2005 roku były najbardziej udanymi w jego karierze. Razem z Odd-Bjørnem Hjelmesetem, Frode Estilem i Larsem Bergerem zdobył kolejny złoty medal w sztafecie, a wspólnie z Torem Arne Hetlandem był najlepszy w sprincie drużynowym techniką dowolną. Ponadto wywalczył brązowy medal w biegu na 15 km stylem dowolnym, w którym wyprzedzili go jedynie dwaj Włosi: zwycięzca Pietro Piller Cottrer oraz drugi na mecie Fulvio Valbusa. Rok później razem z kolegami z reprezentacji zajął piąte miejsce w sztafecie podczas igrzysk olimpijskich w Turynie. Był to jego jedyny start olimpijski. Startował także na mistrzostwach świata w Libercu w 2009 roku, gdzie wywalczył swój trzeci złoty medal w sztafecie. Norwegowie tym razem pobiegli w składzie: Eldar Rønning, Odd-Bjørn Hjelmeset, Tore Ruud Hofstad i Petter Northug. Jego najlepszym indywidualnym startem na tych mistrzostwach było 34. miejsce w biegu łączonym na 30 km.

## Osiągnięcia

### Igrzyska olimpijskie
| Miejsce | Dzień     | Rok  | Miejscowość | Konkurencja      | Czas biegu | Strata  | Zwycięzca |
| ------- | --------- | ---- | ----------- | ---------------- | ---------- | ------- | --------- |
| 5.      | 19 lutego | 2006 | Turyn       | Sztafeta 4x10 km | 1:43:45,7  | +1:10,6 | Włochy    |

### Mistrzostwa świata
| Miejsce | Dzień     | Rok  | Miejscowość   | Konkurencja                      | Czas biegu | Strata  | Zwycięzca             |
| ------- | --------- | ---- | ------------- | -------------------------------- | ---------- | ------- | --------------------- |
| 2.      | 23 lutego | 2003 | Val di Fiemme | 2x10 km bieg łączony             | 47:42,3    | +0,3    | Per Elofsson          |
| 1.      | 25 lutego | 2003 | Val di Fiemme | Sztafeta 4x10 km                 | 1:31:56,4  | -       | -                     |
| 34.     | 1 marca   | 2003 | Val di Fiemme | 50 km stylem dowolnym            | 1:54:25,3  | +4:44,5 | Martin Koukal         |
| 3.      | 17 lutego | 2005 | Oberstdorf    | 15 km stylem dowolnym            | 34:49,7    | +14,2   | Pietro Piller Cottrer |
| 1.      | 22 lutego | 2005 | Oberstdorf    | Sprint drużynowy stylem dowolnym | 14:08,6    | -       | -                     |
| 1.      | 24 lutego | 2005 | Oberstdorf    | Sztafeta 4x10 km                 | 1:39:04,4  | -       | -                     |
| 34.     | 22 lutego | 2009 | Liberec       | 2x15 km bieg łączony             | 1:15:52,4  | +2:03,3 | Petter Northug        |
| 1.      | 27 lutego | 2009 | Liberec       | Sztafeta 4x10 km                 | 1:41:50,6  | -       | -                     |
| DNS     | 1 marca   | 2009 | Liberec       | 50 km stylem dowolnym            | 1:59:38,1  | -       | Petter Northug        |

### Mistrzostwa świata juniorów
| Miejsce | Dzień       | Rok  | Miejscowość  | Konkurencja             | Wynik     | Strata  | Zwycięzca      |
| ------- | ----------- | ---- | ------------ | ----------------------- | --------- | ------- | -------------- |
| 3.      | 14 lutego   | 1997 | Canmore      | Sztafeta 4x10 km        | 1:45:25,6 | +1:06,7 | Włochy         |
| 18.     | 16 lutego   | 1997 | Canmore      | 30 km stylem dowolnym   | 1:20:46,3 | +6:35,9 | Per Elofsson   |
| 11.     | 21 stycznia | 1998 | Sankt Moritz | 10 km stylem dowolnym   | 25:27,0   | +39,8   | Andreas Koiser |
| 2.      | 23 stycznia | 1998 | Sankt Moritz | Sztafeta 4x10 km        | 1:49:26,3 | +13,2   | Czechy         |
| 9.      | 3 lutego    | 1999 | Saalfelden   | 10 km stylem klasycznym | 25:32,7   | +1:02,6 | Axel Teichmann |
| 4.      | 5 lutego    | 1999 | Saalfelden   | Sztafeta 4x10 km        | 1:40:11,7 | +3:32,6 | Niemcy         |
| 2.      | 7 lutego    | 1999 | Saalfelden   | 30 km stylem dowolnym   | 1:18:29,1 | +15,0   | Jussi Ylimäki  |

### Puchar Świata

#### Miejsca w klasyfikacji generalnej
- sezon 2001/2002: 37.
- sezon 2002/2003: 50.
- sezon 2003/2004: 36.
- sezon 2004/2005: 48.
- sezon 2005/2006: 48.
- sezon 2006/2007: 31.
- sezon 2007/2008: 134.
- sezon 2008/2009: 71.

#### Miejsca na podium
| Nr | Dzień        | Rok  | Miejscowość | Konkurencja           | Czas biegu | Strata | Pozycja | Zwycięzca             |
| -- | ------------ | ---- | ----------- | --------------------- | ---------- | ------ | ------- | --------------------- |
| 1. | 2 marca      | 2002 | Lahti       | 15 km stylem dowolnym | 35:43,6    | +42,8  | 3.      | Per Elofsson          |
| 2. | 22 listopada | 2003 | Beitostølen | 15 km stylem dowolnym | 32:59,0    | +4,0   | 2.      | Pietro Piller Cottrer |
| 3. | 27 listopada | 2005 | Ruka        | 15 km stylem dowolnym | 34:16,7    | -      | 1.      | -                     |
| 4. | 18 listopada | 2006 | Gällivare   | 15 stylem dowolnym    | 33:05,6    | +23,3  | 2.      | Ole Einar Bjørndalen  |